# Камбаловидная мышца
Камбаловидная мышца (лат. Musculus soleus) — часть трёхглавой мышцы голени, широкая плоская толстая мышца голени, залегающая внутри от икроножной мышцы. Камбаловидная мышца сверху прикрепляется к головке и верхней трети тела малоберцовой кости по её задней поверхности, а также к линии камбаловидной мышцы большеберцовой кости; снизу мышца ахилловым сухожилием крепится к пяточному бугру (лат.Tuber calcanei) . Участвует в сгибании стопы в голеностопном суставе.

## Иллюстрации

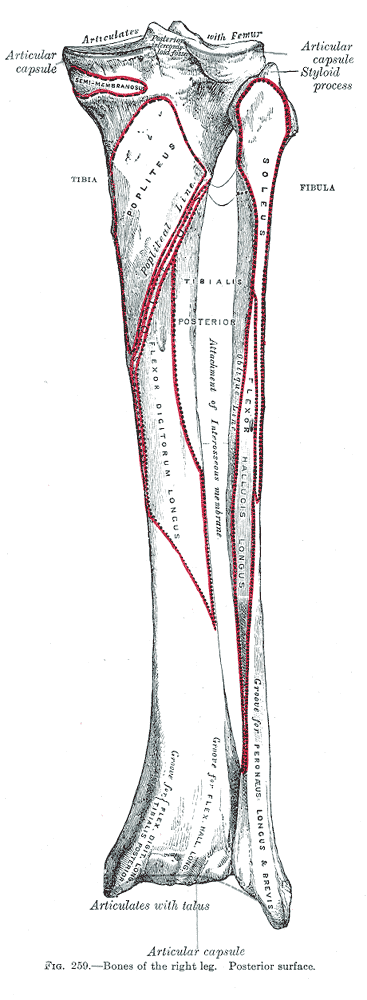
Кости правой ноги, вид сзади.
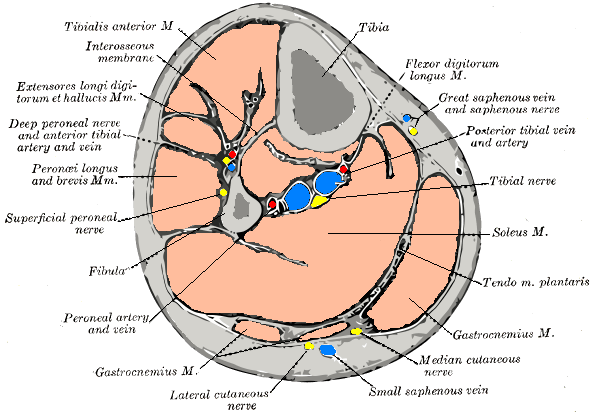
Мышцы нижней конечности, аксиальный срез.
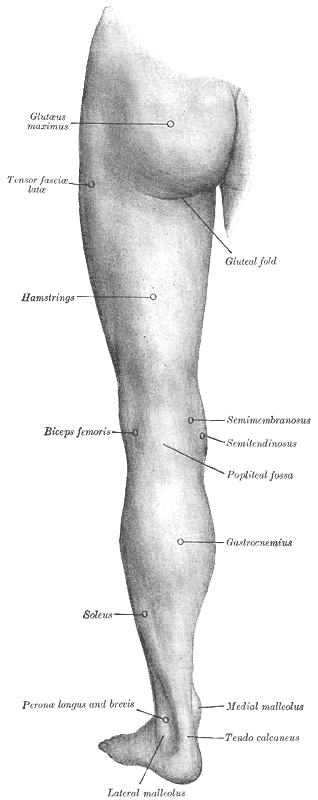
Левая нога, вид сзади.

## Исследования
Согласно опубликованному в 2022 году исследованию, задействование камбаловидной мышцы позволяет значительно повышать местный метаболизм на протяжении длительного времени без возникновения усталости — в частности, при выполнении сидячих работ.